# Linawa
Linawa – rzeka, dopływ Szkarpawy o długości 28,02 km. Źródła rzeki znajdują się na obszarze gminy Lichnowy. Dopływami Linawy są Kanał Linawka i Struga Orłowska. Linawa uchodzi do Szkarpawy w Rybinie. Odwadnia obszar Żuławach Malborskich i jest głównym ciekiem odwadniającym polder Chłodniewo o powierzchni 22 000ha.